# 카를로 에마누엘레 4세
카를로 에마누엘레 4세(이탈리아어: Carlo Emanuele IV, 1751년 5월 24일~1819년 10월 6일)는 사르데냐 왕국의 국왕이다. 비토리오 아메데오 3세와 스페인의 마리아 안토니아 사이에서 장남으로 태어났으며 1775년 프랑스의 공주 마리 클로틸드와 결혼했지만 슬하에 자식은 없었다. 1796년 아버지의 뒤를 이어 사르데냐의 군주가 되었으나 프랑스 혁명의 여파로 국토를 프랑스군에게 점령당하고 로마와 나폴리에서 머물렀다. 1802년 아내의 죽음에 크게 상심하여 동생에게 왕위를 물려주고 퇴위했다. 그는 여생을 로마 등지에서 살다가 그곳에서 죽었다.